# Черниговско войводство
Черниговското войводство (на полски: Województwo czernihowskie; на латински: Palatinatus Czernihoviensis) е административно-териториална единица в състава на Жечпосполита. Административен център е град Чернигов.
С решение на Сейма на Жечпосполита от 1635 година Черниговското княжество е преобразувано във войводство, като част от Малополската провинция на Полското кралство. Разделено е на два повята – Черниговски и Новогродзки. В Сейма е представено от двама сенатори (войводата и кастелана) и четирима депутати. В резултат на договореното в Андрусовското примирие от 1667 година войводството е отстъпено на Руското царство. Това решение е затвърдено чрез сключения „Вечен мир“ през 1686 година.